# 15330 de Almeida
15330 de Almeida eller 1993 TO är en asteroid i huvudbältet som upptäcktes den 8 oktober 1993 av de båda japanska astronomerna Kazuro Watanabe och Kin Endate vid Kitami-observatoriet. Den är uppkallad efter astronomen Amaury Augusto de Almeida.
Asteroiden har en diameter på ungefär 9 kilometer.